# Битка при Кукуш и Лахна
Битката при Кукуш и Лахна (в чуждоезични изследвания: на гръцки: Μάχη του Κιλκίς-Λαχανά; на английски: Battle of Kilkis-Lachanas), състояла се на 19 – 21 юни 1913 година, е битка от Междусъюзническата война, която завършва с поражение на българската Втора армия от гръцките войски.

## Планове, сили и разположение на противниците
В началото на юни 1913 година, когато концентрацията на войските издава намеренията на българското командване да насочи главните си сили срещу Сърбия, гръцкото командване разполага четири пехотни дивизии (2-ра, 3-та, 4-та и 5-а) и конната си бригада между Лъгадинското езеро и долното течение на Вардар за настъпление през Кукуш и Дойран в тила на българските войски, сражаващи се срещу сърбите. Този удар трябва да бъде подпомогнат от 10-а пехотна дивизия, която е базирана на десния бряг на Вардар (при Гумендже). Едновременно с това две дивизии (1-ва и 6-а) трябва да настъпят през Негован към Сяр и да прекъснат комуникациите между Македония и Западна Тракия (железопътната линия Сяр – Дедеагач). В тяхна помощ в района на Нигрита действа 7-а дивизия. Нейната задача е да завземе Орляк и да пресече пътя за отстъпление на българите през Струма. Общата численост на гръцката армия в Македония в началото на войната надвишава 121 000 войници и офицери.
Съгласно плана на българската главна квартира от 18 май (т. нар. план Савов – Нерезов) в първоначалната фаза на бойните действия 2-ра армия трябва да задържи позициите си по Карадаг и долното течение на Струма до изтласкването на сърбите от Криволак и поречието на Брегалница. След това с подкрепления от сръбския фронт тя трябва да настъпи и превземе Солун. Към 15 юни армията с щаб в Сяр е разтеглена на над 150-километрова линия от Вардар до Орфанския залив. Две бригади от 3-та балканска дивизия заемат районите на Дойран и Кукуш. Eдна бригада от 10-а пехотна дивизия прикрива пътя Солун – Сяр при селата Негован и Зарово. Драмската бригада осигурява прикритие на моста на Струма при Орляк. Източно от реката остават Сярската бригада и 11-а пехотна дивизия, както и гарнизоните в пристанищата Порто Лагос и Дедеагач. Общата численост на тези войски е към 75 000 души със 175 оръдия, но по неофициални данни ефективните бойни формации на армията не надвишават 36 000 души. Командващият 2-ра армия генерал Никола Иванов оставя голяма част от тези сили на беломорското крайбрежие, тъй като се опасява от военноморски десант.
Настроено за настъпателна война срещу бившите съюзници, българското главно командване не подготвя алтернативни продоволствени бази и съобщения за войските си в Македония. Това ограничава тяхната маневреност и превръща отбраната на единствената снабдителна линия Сяр – Демирхисар – Дойран в основен приоритет на генерал Иванов, но до избухването на войната не са подготвени други укрепления, освен при Кукуш.

## Развой на бойните действия
На 17 юни, едновременно с офанзивата на Четвърта армия срещу сръбските линии на Брегалница, 2-ра армия също преминава в настъпление. С крайния си ляв фланг (11-а дивизия и Сярската бригада) тя изтласква гърците от Правищко и ги принуждава да се оттеглят от левия бряг на Струма. В това време крайният десен фланг завзема Гевгели, прекъсвайки прекия контакт между гръцката и сръбската армия, а центърът напредва към Солун.
Въпреки слабата съпротива, настъплението е спряно на следващия ден със заповед на помощник-главнокомандващия генерал Михаил Савов. Поради поражението на 7-а пехотна дивизия от сърбите на Злетовската река, Савов отлага офанзивата срещу Солун и нарежда на командващия 2-ра армия да оттегли войските си, като прикрива направленията през Дойран и Сяр. За да спечели време за победа над сърбите, българската главна квартира планира да допусне гърците до Струмица, където трябва да им бъде нанесен контраудар. Генерал Иванов преценява, че позициите при Кукуш и Лахна са най-изгодни за отбрана, и решава да задържи армията си на тях. Разбрал от прехванати съобщения за намерението на гръцкото командване да насочи войските си през Кукуш и Дойран, той иска подкрепления от стратегическия резерв на главното командване, но вместо на гръцкия исканата пехотна бригада е изпратена да подкрепи притиснатите части на сръбския фронт.
Междувременно гръцките войски подсигуряват тила си, като пленяват българския гарнизон в Солун, и на 19 юни се разгръщат срещу 2-ра армия. В резултат от боевете през този ден българските войски са изтласкани от предните си позиции. Втора балканска бригада, срещу която действат четири от осемте гръцки дивизии, се оттегля от Женско и Хамбаркьой към Кукуш, а 1-ва бригада от Десета дивизия – от Негован към Лахна, преследвана от гръцките 1-ва и 6-а дивизия. Напредването на гръцката 10-а дивизия от Боймица през Вардар към Кукуш е задържано за три дни в дефилето при село Калиново и Арджанското езеро от части на 3-та балканска бригада (41-ви пехотен полк). В същото време 7-а гръцка дивизия провежда демонстративни действия срещу Драмската бригада и 11-а дивизия край Струма южно от Нигрита.
За да спре напредването на гърците, Иванов прехвърля войски от слабо ангажирания си ляв фланг при Тахино и Правища към Кукуш, Лахна и Сяр. След повторен отказ на главната квартира да прати по-големи подкрепления, в нощта на 19 срещу 20 юни той подготвя отстъпление зад Струма. Изтеглянето е отложено, когато на следващия ден новоназначеният помощник-главнокомандващ генерал Радко Димитриев нарежда на резервната 2-ра бригада от 6-а бдинска дивизия да се върне от сръбския фронт край Щип обратно към Дойран.
Докато гръцката пехота и артилерия маневрира за заемане на най-изгодни позиции за атака, боевете на 20 юни пред Кукуш и Лахна не водят до съществени резултати. На 21 юни сутринта, благодарение на численото си надмощие, гърците обгръщат фланговете на 2-ра балканска и пристигналата Сярска бригада и ги принуждават да изоставят Кукуш. Защитата на слабо укрепената позиция при Лахна рухва в късния следобед под обстрела на превъзхождащата гръцка артилерия. Подкрепленията, разпоредени от командващия армията, пристигат на части и твърде късно. Въпреки очакванията на Иванов, изпратената от главната квартира 2-ра бдинска бригада не успява да стигне през този ден до Дойран и да повлияе по някакъв начин на битката.

## Равносметка
С цената на 8700 убити и ранени в битката при Кукуш и Лахна гръцките войски ликвидират непосредствената заплаха за контрола си върху Солун. Разбитата 2-ра българска армия успява да се оттегли на левия бряг на Струма, но поради претърпените значителни загуби (голям брой дезертьори, над 3000 убити и ранени само при Кукуш, по гръцки данни общо 6000 пленени и 130 оръдия на целия фронт) не успява да противостои на последвалата офанзива на противника. Гръцкото настъпление е спряно едва в средата на юли при Горна Джумая в резултат на Кресненската операция.